# Roberto Vitiello
Roberto Vitiello (Scafati, 8 de maio de 1983) é um futebolista profissional italiano que atua como defensor.

## Carreira
Roberto Vitiello começou a carreira no Cesena.